# FC Drita
FC Drita är en kosovansk fotbollsklubb. Klubben grundades 1947 och är baserad i Gjilan.
Drita blev mästare i Kosovar Superliga 2017/2018 och 2019/20.

## Placering tidigare säsonger
| Säsong    | Nivå | Liga              | Placering | Referens | Notering                          |
| --------- | ---- | ----------------- | --------- | -------- | --------------------------------- |
| 2007/2008 | 1    | Kosovar Superliga | 12        | [ 1 ]    |                                   |
| 2008/2009 | 1    | Kosovar Superliga | 16        | [ 2 ]    | Nedflyttad till Liga e Parë       |
| 2009/2010 | 2    | Liga e Parë       | 13        | [ 3 ]    |                                   |
| 2010/2011 | 2    | Liga e Parë       | 2         | [ 4 ]    | Uppflyttad till Kosovar Superliga |
| 2011/2012 | 1    | Kosovar Superliga | 6         | [ 5 ]    |                                   |
| 2012/2013 | 1    | Kosovar Superliga | 7         | [ 6 ]    |                                   |
| 2013/2014 | 1    | Kosovar Superliga | 7         | [ 7 ]    |                                   |
| 2014/2015 | 1    | Kosovar Superliga | 9         | [ 8 ]    |                                   |
| 2015/2016 | 1    | Kosovar Superliga | 10        | [ 9 ]    |                                   |
| 2016/2017 | 1    | Kosovar Superliga | 9         | [ 10 ]   |                                   |
| 2017/2018 | 1    | Kosovar Superliga | 1         | [ 11 ]   |                                   |
| 2018/2019 | 1    | Kosovar Superliga | 4         | [ 12 ]   |                                   |
| 2019/2020 | 1    | Kosovar Superliga | 1         | [ 13 ]   |                                   |
| 2020/2021 | 1    | Kosovar Superliga | 2         | [ 14 ]   |                                   |
| 2021/2022 | 1    | Kosovar Superliga | 2         | [ 15 ]   |                                   |
| 2022/2023 | 1    | Kosovar Superliga | 2         | [ 16 ]   |                                   |
| 2023/2024 | 1    | Kosovar Superliga | 3         | [ 17 ]   |                                   |
| 2024/2025 | 1    | Kosovar Superliga | 1         | [ 18 ]   |                                   |